# Daniel Defoe
Daniel Defoe (født 13. september 1660 i London som Daniel Foe, død 26. april 1731 i London) var en engelsk forfatter, mest kendt for romanen Robinson Crusoe om den unge sømand Robinson, der strander på en øde ø og formår at overleve, til han slipper væk derfra. Han var utrolig politisk aktiv og deltog i Monmouths oprør mod kong Jakob 2. af England. Det betød, at Daniel Defoe måtte leve i eksil i tre år, før han kunne vende tilbage til England.

## Liv og karriere
Han blev født som søn af en slagter i Cripplegate i London. Faderen så gerne, at Daniel blev præst. Han studerede på Charles Mortons Akademi i Stoke Newington, men efter studierne gik han ind i handel og politik. I 1685 deltog han i oprøret mod kong Jakob 2., men var så heldig at undgå en dødsdom af den berygtede dommer George Jeffreys. I 1684 blev Foe gift med Mary Tuffley. De fik otte børn, hvoraf seks voksede op. Hendes betydelige medgift på £ 3.700 investerede han i en strømpehandel, men ødede den væk og gik fallit og gemte sig i Bristol, hvor han blev kendt som "the Sunday gentleman", fordi søndag var den eneste dag, hvor han kunne driste sig ud uden at blive arresteret. 
Foe blev berømt, da han skrev det satiriske digt The True Born Englishman i 1701. I det påpegede han det uretfærdige i at bebrejde kong Vilhelm af Oranien, at han var udlænding, når de fleste briter selv er en blanding af keltere, saksere, piktere, vikinger og normannere. Den upopulære kong "Dutch Billy" var glad for al støtte og lønnede Foe med en indbringende regeringspost, der gjorde ham gældfri. Foe grundlagde en flisefabrik, da hollandske fliser var kommet på mode. Men så døde kongeen, og Foe stod uden beskytter. 
Han begyndte at skrive sig som D.Foe, så De Foe og i løbet af et år som Daniel De Foe. Endelig debuterede han som Daniel Defoe  i 1702 med The Shortest Way With Dissenters. Efter kongens død havde de reaktionære "high fliers" (på grund af deres højtflyvende principper) forlangt, at dissenter ikke mere kunne få offentlige stillinger. I sin pamflet foreslog Defoe ironisk, at de skulle deporteres eller hænges. Mange læste pamfletten bogstaveligt; en reaktionær præst udtalte, at han satte den lige så højt som Bibelen. Det sivede ud, at pamfletten var ren satire. Nu udstedte Parlamentet en arrestordre på Defoe for ærekrænkelse af de reaktionære ved at fremstille dem som blodtørstige vildmænd. Defoe gik atter i dækning, men måtte til slut melde sig og blev i juli 1703 dømt til tre dage i gabestok og forvaring. Han var imidlertid blevet enormt populær, og folk stimlede til gabestokken for at kaste blomster på ham og råbe "Good old Dan!" Han fik et år i Newgate-fængslet og begyndte der sin første avis. Han skrev også smædevisen Hymn To The Pillory i 1703. Dronning Anne af England løslod ham efter et halvt år, fordi han aftalte med finansminister Robert Harley at tjene den siddende Tory-regering ved at opbygge en hær af spioner. Med i aftalen var muligvis tidsskriftet The Review fra 1704. Defoe skrev om politiske, økonomiske, religiøse og kulturelle emner i alle tidsskriftets ni år. Det fik stor betydning for moderne avisers udvikling med leder og essay/kronik som kilde til folkeoplysning. The Review var den første avis, der ikke kun indeholdt nyheder, men også kommentarer, og det berettiger til at kalde Defoe "den første journalist". 
Defoe rejste nu rundt i riget og opbyggede et netværk af agenter. Han kan kaldes politistatens far. Han gav regler for spionage: Hver agent måtte fremstå som en almindelig borger og måtte være ukendt for andre agenter. Defoes netværk var grundlaget for nutidens British Secret Service. Netværket beviste hurtigt sin værdi ved at spille en vigtig rolle i foreningen af England og Skotland til Storbritannien i maj 1707. 
I mellemtiden var flisefabrikken gået konkurs, og i 1710 faldt Whig-regeringen. Defoe måtte nu hurtigt skifte side og erklærede sig som Tory med den begrundelse, at han værdsatte sit land højere end sine politiske principper. I 1714 blev Harley afsat pga. alkoholisme, og dronning Anne døde få dage senere. En Whig-regering blev nu genindsat under kong George 1. Defoe blev kastet i fængsel, men blev løsladt da han tilbød sine tjenester som spion. Denne gang blev han afsløret som dobbeltagent, og hans dage som spion var talte. Nu begyndte han at skrive romanen Robinson Crusoe, baseret på en beretning af sørøveren Alexander Selkirk, der havde skændtes med sin kaptajn og efter eget ønske var blevet efterladt på den ubeboede ø Juan Fernandez, hvorfra han først blev reddet efter fem år. 
Daniel Defoe blev i sin tid anset for at være en skrupelløs, djævelsk journalist. Han var en af de første, der i dagligsprog skrev historier om troværdige personer i realistiske situationer. Han nåede udødelighed med Robinson Crusoe fra 1719. Robinson Crusoe blev en bestseller. Den franske forfatter Jean Jacques Rosseau, blev på sin side inspireret af "Robinson Crusoe", som han i sin berømte roman om børneopdragelse, "Emile", 1788/89 beskev som "Den første og vigtigste bog i et børneværelse", da den beskrev den vigtigste lærdom - nemlig den af omstændighederne påtvungne.
Resten af livet koncentrerede han sig om sit forfatterskab og skrev bl.a. Moll Flanders (1722), A Journal Of The Plague Year (1722) og Captain Jack (1722). Hans sidste store litterære værk var Roxana fra 1724. I flere biografier tillægges han ligeledes A General History of the Pyrates, skrevet under pseudonymet Charles Johnson. Bogen beskriver kolonien Libertatia
I 1720'erne havde Defoe ophøjet sig selv til politisk kontroversiel forfatter, og han skrev flere historiske værker, bl.a. en håndbog om god behandling af tjenestefolk, The Great Law Of Subordination Considered (1724), som også indeholdt en undersøgelse af, hvordan tjenestefolk blev behandlet.
Defoe var utrolig produktiv selv i sine sidste år. I 1726 skrev han sit første værk om det overnaturlige, The Political History Of The Devil, og i 1727 skrev han An Essay On The History And Reality Of Apparitions. 
I august 1730, da han var 70 år gammel, forsvandt han pludselig. Gamle kreditorer var efter ham igen. Sandsynligvis kunne han havde betalt dem med indtægterne fra sine populære romaner, men han gik i skjul igen. Han døde 26. april 1731 som den opportunist, han altid havde været, i Ropemaker's Alley i Moorfield lige ved den gade, hvor han blev født.